# Colágeno Tipo II Alfa 1
Colágeno Tipo II Alfa 1 (primary osteoarthritis, spondyloepiphyseal dysplasia, congenital), também conhecido como COL2A1, é um gene humano que providencia instruções para a produção da cadeia pro-alfa1(II) de colágeno tipo II.
Colágeno Tipo II, o qual adiciona estrutura e força aos tecidos conjuntivos, é encontrado primariamente na cartilagem. Três cadeias pro-alfa1(II) se entrelaçam para formar uma molécula procolágeno em forma de corda. Essas moléculas procolágeno devem ser processadas por enzimas na célula. Uma vez processadas, elas deixam a célula e se arranjam em longos e finos fibrilos que ligam-se uns aos outros nos espaços ao redor das células. Isso resulta na formação de fibras de colágeno tipo II fortes e maduras.
O gene COL2A1 está loaclizado no longo braço (q) do cromossoma 12 entre as posições 13.11 e 13.2, do Par de bases 46,653,017 ao par de bases 46,684,527.